# Železniční trať Moravské Bránice – Oslavany
Železniční trať Moravské Bránice – Oslavany (v jízdním řádu pro cestující je součástí tratě označené číslem 244) je jednokolejná neelektrifikovaná regionální dráha o rozchodu koleje 1435 mm v Česku. Spojuje Moravské Bránice, kde se nachází železniční stanice na trati Brno – Hrušovany nad Jevišovkou-Šanov, a města Ivančice a Oslavany v okrese Brno-venkov, délka činí devět kilometrů.

## Historie
Dráha z Moravských Bránic přes Ivančice do Oslavan byla postavena jako odbočka z hlavní tratě trati Brno – Hrušovany nad Jevišovkou-Šanov (a dále do Vídně) na počátku 20. století. Projekt vypracoval Osvald Životský, autor návrhů některých železničních tratí. Oslavanská dráha měla zlepšit dostupnost rosicko-oslavanského černouhelného revíru, zejména jeho jižní části kolem Oslavan, kde navíc byla zahájena stavba uhelné elektrárny. Realizace tratě byla zahájena v roce 1911 a k zahájení provozu na celém devítikilometrovém úseku došlo 14. července 1912. Dráha byla typicky svépomocná, postavila a ze začátku ji také provozovala soukromá společnost Místní dráha Kounice-Ivančice – Oslavany (případně Kounicko-Ivančicko-Oslavanská dráha, KIOD, německy Lokalbahn Kanitz-Eibenschitz – Oslawan). Jednalo se o předposlední „lokálku“ (regionální dráhu) vybudovanou na Moravě. Provoz zde zajišťovaly dvě lokomotivy pozdější řady 422.9.
Již od zahájení provozu zde existovala vlečka z oslavanské stanice do elektrárny, ve 20. letech 20. století přibyla vlečka k prádlu dolu Kukla, ve 40. letech pak vlečka do nově stavěné rozvodny (vše v obvodu oslavanské stanice). V 80. letech 20. století byla vybudována vlečka z Ivančic do nového sila západně od města, která byla zprovozněna v roce 1990.
Provoz na oslavanské trati v době velké hospodářské krize slábl, až byl v roce 1936 zastaven a obě lokomotivy s částí vagónů byly odprodány otrokovické dráze. K obnovení nákladního provozu došlo v roce 1937, osobního o rok později (již pod ČSD).
Počátkem 90. let 20. století byla ukončena těžba uhlí v rosicko-oslavanském revíru a svůj provoz ukončila i místní elektrárna. Vzhledem k odlehlosti oslavanského nádraží, které se nachází na okraji města, průběžně docházelo na koncovém úseku k úbytku cestujících. V roce 2006 byla celá trať zahrnuta do Integrovaného dopravního systému Jihomoravského kraje a vlaky po ní jezdící dostaly označení linky S41. Od roku 2011 byla osobní doprava v úseku Ivančice – Oslavany omezena pouze na turistickou sezónu duben–říjen, a to jen o víkendech. V roce 2014 jezdily pravidelné vlaky mezi těmito dvěma městy jen pět vybraných víkendových dnů mezi květnem a zářím, v letech 2015 a 2016 pak jediný den, 1. května. Od prosince 2016 byla osobní doprava v úseku Ivančice – Oslavany zcela zastavena.

## Stanice a zastávky

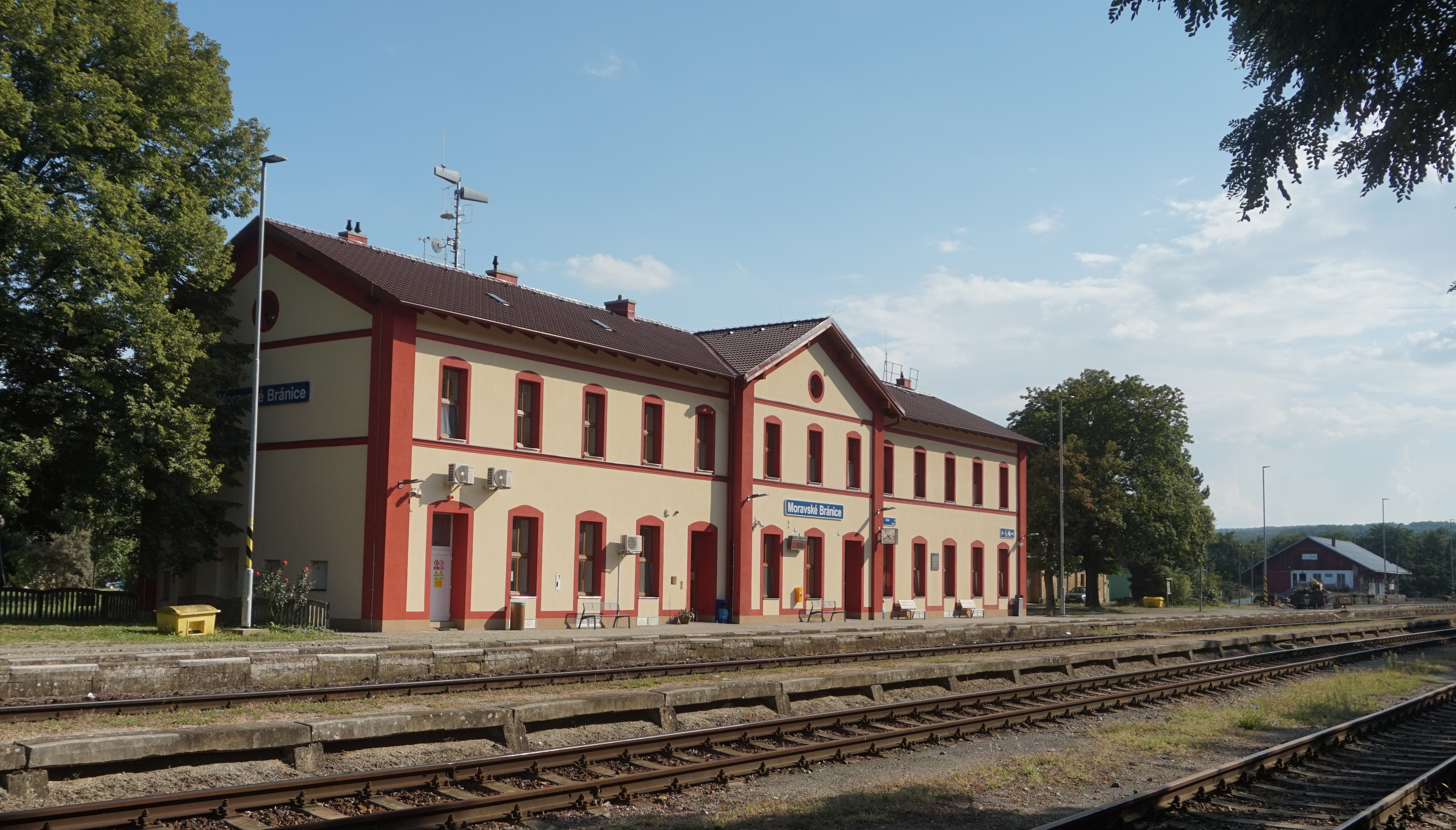
Moravské Bránice
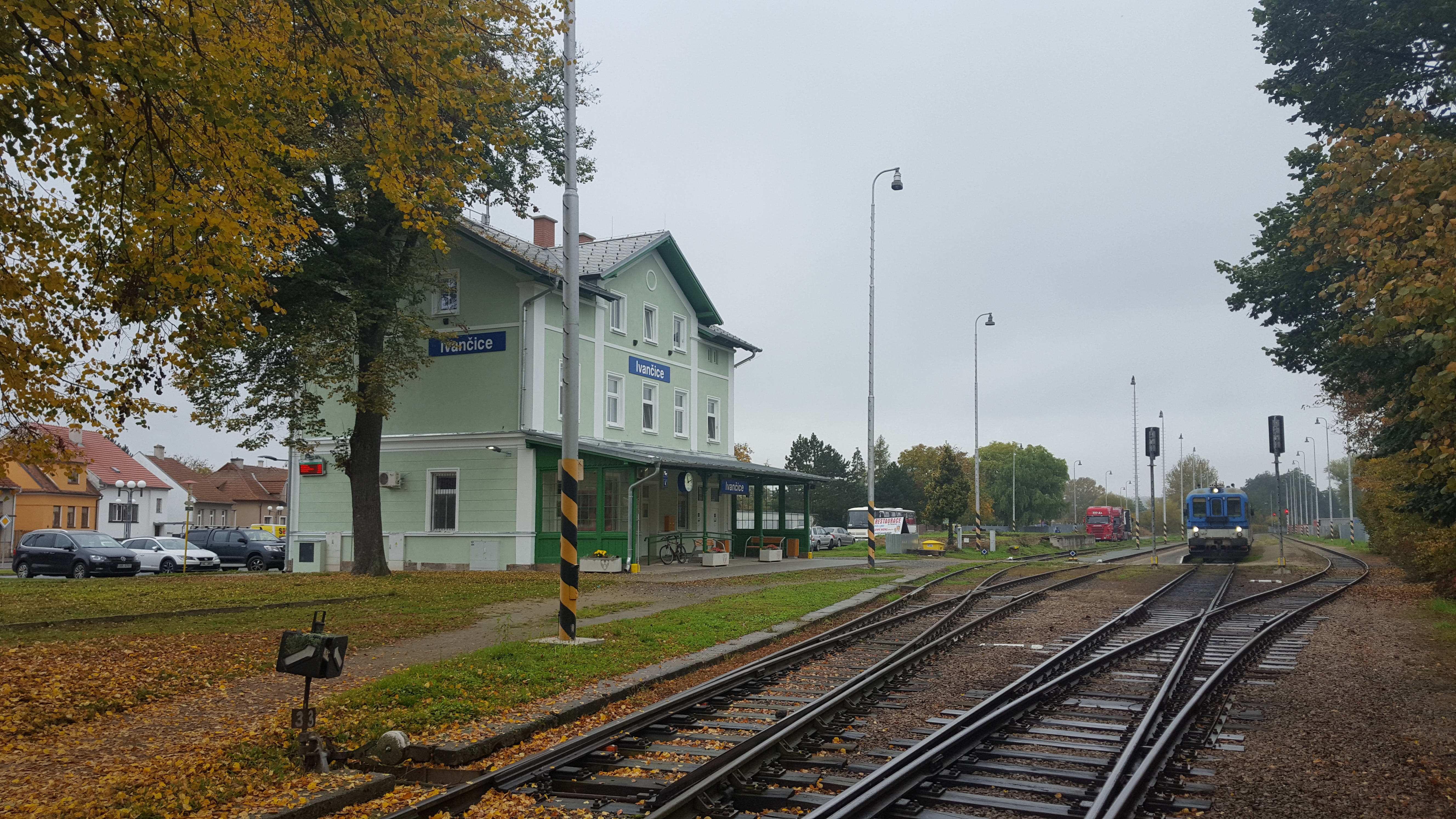
Ivančice
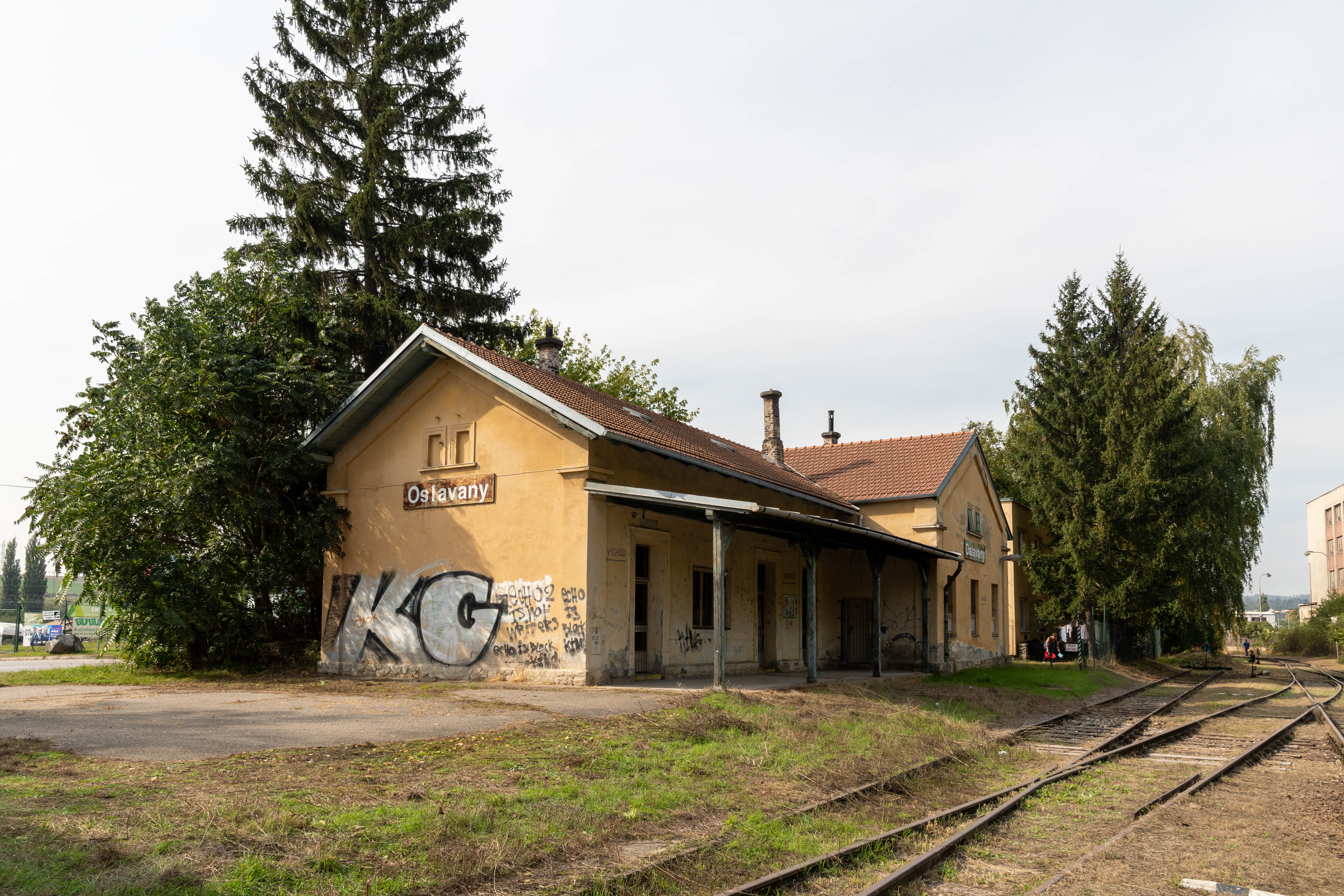
Oslavany